# A Life Once Lost
A Life Once Lost (abgekürzt ALOL) war eine US-amerikanische Metalcore-Band, die 1999 in einem Vorort von Philadelphia, Pennsylvania gegründet wurde.

## Geschichte
Die Band brachte im Jahr 2000 ihr Debütalbum Open Your Mouth for the Speechless...In Case of Those Appointed to Die heraus. Kurz darauf wurden sie von Gitarrist Vadim Traver verlassen, der durch Robert Carpenter ersetzt wurde. Zwei Jahre später brachten sie ihr zweites Studioalbum The Fourth Plague: Flies heraus. Wieder kurz danach verließ ein Mitglied die Band. Diesmal war es Schlagzeuger TJ de Blois, der gefolgt von Alin Ashraf die Band verließ. Mit dem neuen Schlagzeuger Justin Graves und dem neuen Bassisten Nick Frasca, gelang ihnen 2003 mit dem Album A Great Artist der Durchbruch. Darauf folgte 2005 gleich das nächste Album Hunter. Inzwischen gingen sie schon mit Bands wie Lamb of God, If Hope Dies, As I Lay Dying, The Red Chord, Fear Factory und Twelve Tribes auf Tour durch die USA. Im Januar 2007 legten sie A Great Artist noch einmal neu auf, arbeiteten aber schon an ihrem nächsten Album Iron Gag, welches im September desselben Jahres herauskam. Kurz darauf begleiteten sie die Band The Dillinger Escape Plan.
Am 12. Juli 2013 gab die Band ihre Auflösung bekannt.

## Diskografie (Alben)
- 2000: Open Your Mouth for the Speechless...In Case of Those Appointed to Die
- 2002: The Fourth Plague: Flies
- 2003: A Great Artist (Neuveröffentlichung im Jahr 2007)
- 2005: Hunter
- 2007: Iron Gag
- 2012: Ecstatic Trance